# ソウル交通公社4号線
ソウル交通公社4号線（ソウルこうつうこうしゃよんごうせん）は、大韓民国ソウル特別市蘆原区にある仏岩山駅から同市瑞草区にある南泰嶺駅までを結ぶ、ソウル交通公社が運営する鉄道路線である。ラインカラーは青色（●）。旧ソウルメトロ運営路線。韓国ではソウル地下鉄4号線と呼ばれている。
ソウル特別市を北東から南西へ貫く路線で、首都圏電鉄4号線を構成している。

## 概要
ソウル地下鉄2号線とソウル地下鉄3号線のバイパスおよび効率を最大化し、明洞、南大門などソウルの都心と水踰、弥阿、倉洞、蘆原区などの江北の都市交通を円滑化するために建設された路線である。1975年当時、ソウル特別市長具滋春によって既存の地下鉄建設計画が破棄された後、1980年3号線と建設会社のコンソーシアムによって社設鉄道で建設されることが発表された。しかし、大企業の不動産投資を制限する1978年8月8.8措置により私鉄建設を介して取得することができる収益はほとんどが運賃となり事業性が落ちるようになった私鉄建設は失敗し、ソウル特別市地下鉄建設本部が建設し、ソウル特別市地下鉄公社(後のソウルメトロ、現在のソウル交通公社)によって運営された。第一期開業区間は上渓駅～漢城大入口駅 (11.8km) で、第二期に漢城大入口駅～舎堂駅(16.5km)、第三期にタンゴゲ駅～上渓駅 (1.2km)が、第四期の舎堂駅～南泰嶺駅 (1.6km)の開通とともに鉄道庁果川線、安山線と相互直通運転を開始した。2022年3月19日には榛接線が開業し、直通運転を開始した。

## 路線データ
- 路線距離：31.1km
- 軌間：1,435mm（標準軌）
- 駅数：26（開業区間のみ）
- 複線区間：全線
- 電化区間：全線（直流1,500V・架線集電方式）
- 閉塞方式：ATC(US&S製CS-ATC)
- 車両基地：倉洞車両基地
- 地上区間：仏岩山駅～倉洞駅、二村駅～銅雀駅
- 走行方向：右側通行

## 沿革
- 1985年4月20日 - 上渓駅～漢城大入口駅 (11.8km) 開業[1]。
- 1985年10月18日 - 漢城大入口駅～舎堂駅 (16.5km) 開業[2]。
- 1993年4月21日 - タンゴゲ駅～上渓駅 (1.2km) 開業[3]。
- 1994年4月1日 - 舎堂駅～南泰嶺駅 (1.6km) 開業、鉄道庁果川線、安山線と相互直通運転開始[4]。
- 2022年3月19日 - 榛接線が開業（タンゴゲ駅～榛接駅、14.2km）、直通運転開始[5]。

## 運転
約半数は仏岩山駅から韓国鉄道公社（KORAIL）果川線・安山線の安山駅・烏耳島駅まで相互直通運転を行っているが、烏耳島駅で接続する水仁線と直通運転は行っていない。残り半数は南泰嶺駅発榛接線榛接駅行きが1本あるほかは榛接線榛接駅から舎堂駅までの運行である。一部は途中駅止まりの列車も運行される。合わせて平日ラッシュ時は最短2分30秒間隔、日中は約5～6分間隔（1時間あたり11本）、土休日日中は約5分間隔（1時間あたり12本）で運行。

## 車両

### 自局車両
- 4000系
  - 急行電車には使用されない。

### 乗り入れ車両
- 韓国鉄道公社
  - 2000系
    - 榛接線には乗り入れない。

### 過去の車両
- 旧4000系
  - 1994年に韓国鉄道公社果川線・安山線と相互直通運転を実施されるのに伴い交直流車が必要な事から、4000系導入により1992年から2号線及び3号線に転出した。2号線転出の際には、旧3000系2000番台に改番された。

## 駅一覧
- 駅番号は韓国鉄道公社のものと共通となっている。

| 駅番号                                   | 駅名                           | 駅名                      | 駅名                                    | 駅間キロ (km)          | 累計キロ (km)          | 接続路線 | 所在地                 | 所在地                 | 所在地                 |
| 駅番号                                   | 日本語                         | ハングル                  | 英語                                    | 駅間キロ (km)          | 累計キロ (km)          | 接続路線 | 所在地                 | 所在地                 | 所在地                 |
| 榛接線榛接まで直通運転                   | 榛接線榛接まで直通運転         | 榛接線榛接まで直通運転    | 榛接線榛接まで直通運転                  | 榛接線榛接まで直通運転 | 榛接線榛接まで直通運転 | 榛接線榛接まで直通運転 | 榛接線榛接まで直通運転 | 榛接線榛接まで直通運転 | 榛接線榛接まで直通運転 |
| ---------------------------------------- | ------------------------------ | ------------------------- | --------------------------------------- | ---------------------- | ---------------------- | --- | ---------------------- | ---------------------- | ---------------------- |
| 409                                      | 仏岩山駅                       | 불암산역                  | Buramsan                                | 0.0                    | 0.0                    | ソウル交通公社：榛接線（直通運転） | ソウル特別市           | 芦原区                 | 芦原区                 |
| 410                                      | 上渓駅                         | 상계역                    | Sanggye                                 | 1.2                    | 1.2                    | | ソウル特別市           | 芦原区                 | 芦原区                 |
| 411                                      | 蘆原駅                         | 노원역                    | Nowon                                   | 1.0                    | 2.2                    | ソウル交通公社：7号線 (713) | ソウル特別市           | 芦原区                 | 芦原区                 |
| 412                                      | 倉洞駅                         | 창동역                    | Chang-dong                              | 1.4                    | 3.6                    | 韓国鉄道公社：首都圏電鉄1号線 (116) | ソウル特別市           | 道峰区                 | 道峰区                 |
| 413                                      | 双門駅                         | 쌍문역                    | Ssangmun                                | 1.3                    | 4.9                    | | ソウル特別市           | 道峰区                 | 道峰区                 |
| 414                                      | 水踰(江北区庁)駅               | 수유(강북구청)역          | Suyu (Gangbuk-gu Office)                | 1.5                    | 6.4                    | | ソウル特別市           | 江北区                 | 江北区                 |
| 415                                      | 弥阿(ソウルサイバー大学)駅     | 미아(서울사이버대학)역    | Mia (Seoul Cyber Univ.)                 | 1.4                    | 7.8                    | | ソウル特別市           | 江北区                 | 江北区                 |
| 416                                      | 弥阿サゴリ駅                   | 미아사거리역              | Miasageori                              | 1.5                    | 9.3                    | | ソウル特別市           | 江北区                 | 江北区                 |
| 417                                      | 吉音駅                         | 길음역                    | Gireum                                  | 1.3                    | 10.6                   | | ソウル特別市           | 城北区                 | 城北区                 |
| 418                                      | 誠信女大入口(敦岩)駅           | 성신여대입구(돈암)역      | Sungshin Women's Univ. (Donam)          | 1.4                    | 12.0                   | 牛耳新設軽電鉄：牛耳新設線 (S120) | ソウル特別市           | 城北区                 | 城北区                 |
| 419                                      | 漢城大入口(三仙橋)駅           | 한성대입구(삼선교)역      | Hansung Univ. (Samseongyo)              | 1.0                    | 13.0                   | | ソウル特別市           | 城北区                 | 城北区                 |
| 420                                      | 恵化駅                         | 혜화역                    | Hyehwa                                  | 0.9                    | 13.9                   | | ソウル特別市           | 鍾路区                 | 鍾路区                 |
| 421                                      | 東大門駅                       | 동대문역                  | Dongdaemun                              | 1.5                    | 15.4                   | ソウル交通公社：1号線 (128) | ソウル特別市           | 鍾路区                 | 鍾路区                 |
| 422                                      | 東大門歴史文化公園(DDP)駅      | 동대문역사문화공원(DDP)역 | Dongdaemun History & Culture Park (DDP) | 0.7                    | 16.1                   | ソウル交通公社：2号線 (205)・5号線 (536) | ソウル特別市           | 中区                   | 中区                   |
| 423                                      | 忠武路駅                       | 충무로역                  | Chungmuro                               | 1.3                    | 17.4                   | ソウル交通公社：3号線 (331) | ソウル特別市           | 中区                   | 中区                   |
| 424                                      | 明洞駅                         | 명동역                    | Myeong-dong                             | 0.7                    | 18.1                   | | ソウル特別市           | 中区                   | 中区                   |
| 425                                      | 会賢(南大門市場)駅             | 회현(남대문시장)역        | Hoehyeon (Namdaemun Market)             | 0.7                    | 18.8                   | | ソウル特別市           | 中区                   | 中区                   |
| 426                                      | 「ソウル駅」駅 (地下)          | 서울역                    | Seoul Station                           | 0.9                    | 19.7                   | ソウル交通公社：1号線 (133) · 韓国鉄道公社：KTX京釜線 · 京義線（一般旅客列車） · 首都圏電鉄1号線 (133) · 京義・中央線 (P313) （地上） · 空港鉄道：仁川国際空港鉄道 (A01) | ソウル特別市           | 龍山区                 | 龍山区                 |
| 427                                      | 淑大入口(葛月)駅               | 숙대입구(갈월)역          | Sookmyung Women's Univ. (Garwol)        | 1.0                    | 20.7                   | | ソウル特別市           | 龍山区                 | 龍山区                 |
| 428                                      | 三角地(戦争記念館)駅           | 삼각지역                  | Samgakji                                | 1.2                    | 21.9                   | ソウル交通公社：6号線 (628) | ソウル特別市           | 龍山区                 | 龍山区                 |
| 429                                      | 新龍山(アモーレパシフィック)駅 | 신용산(아모레퍼시픽)역    | Sinyongsan (AMOREPACIFIC)               | 0.7                    | 22.6                   | | ソウル特別市           | 龍山区                 | 龍山区                 |
| 430                                      | 二村(国立中央博物館)駅         | 이촌(국립중앙박물관)역    | Ichon (Nat'l Museum of Korea)           | 1.3                    | 23.9                   | 韓国鉄道公社：京義・中央線 (K111) | ソウル特別市           | 龍山区                 | 龍山区                 |
| 431                                      | 銅雀(顕忠院)駅                 | 동작(현충원)역            | Dongjak (Seoul Nat'l Cemetery)          | 2.7                    | 26.6                   | ソウル市メトロ9号線（企業）：9号線 (920) | ソウル特別市           | 銅雀区                 | 銅雀区                 |
| 432                                      | 総神大入口(梨水)駅             | 총신대입구(이수)역        | Chongshin Univ. (Isu)                   | 1.8                    | 28.4                   | ソウル交通公社：7号線 (736)（梨水駅） | ソウル特別市           | 銅雀区                 | 銅雀区                 |
| 433                                      | 舎堂駅                         | 사당역                    | Sadang                                  | 1.1                    | 29.5                   | ソウル交通公社：2号線 (226) | ソウル特別市           | 銅雀区                 | 銅雀区                 |
| 434                                      | 南泰嶺駅                       | 남태령역                  | Namtaeryeong                            | 1.6                    | 31.1                   | 韓国鉄道公社：果川線（直通運転） | ソウル特別市           | 瑞草区                 |                        |
| KORAIL果川線経由安山線烏耳島まで直通運転 |                                |                           |                                         |                        |                        | |                        |                        |                        |

- 総神大入口(梨水)駅は駅名をめぐって訴訟が起きたことがある。